# Рагнахильда

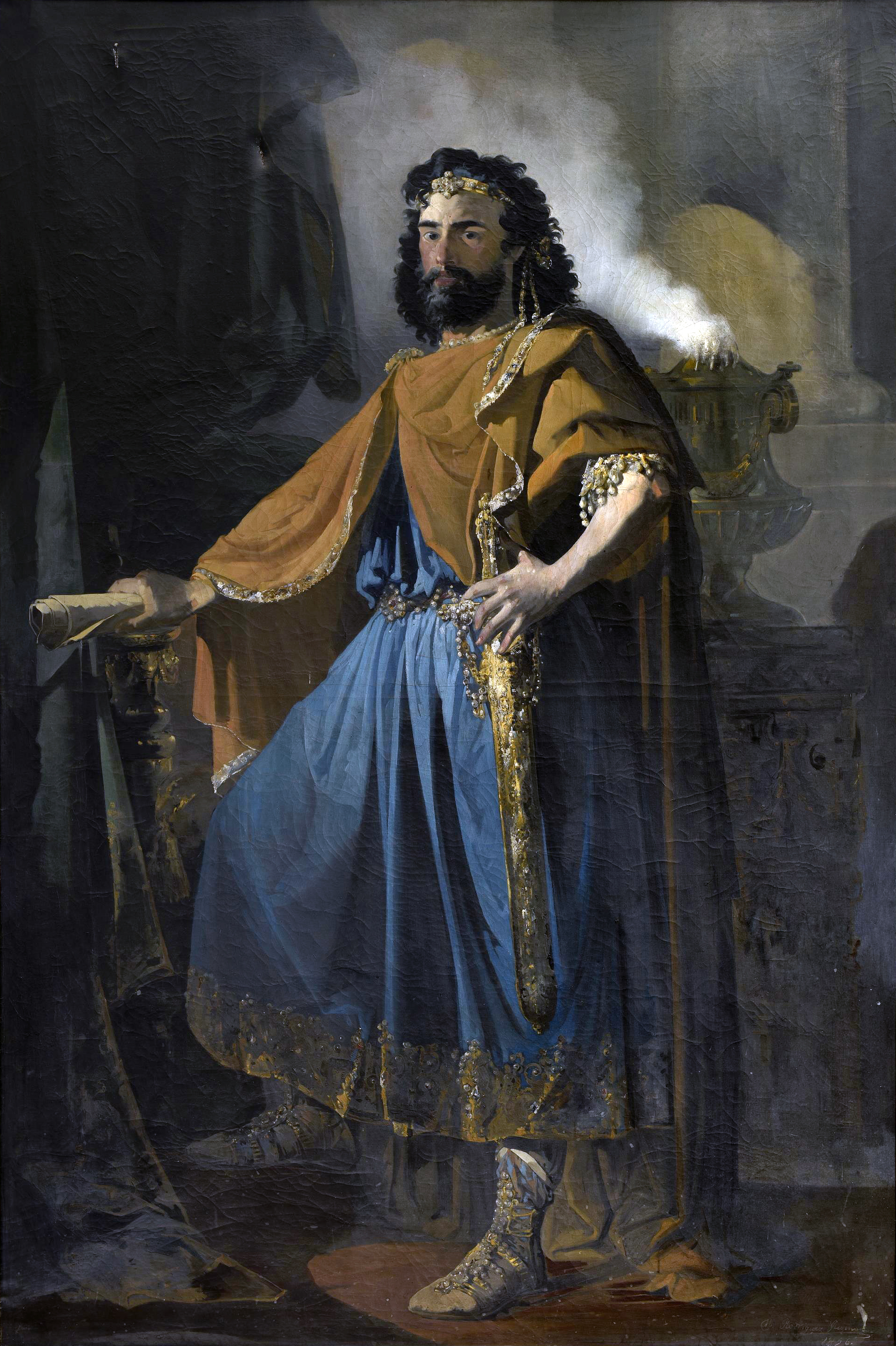
Эйрих, король вестготов.
Картина М. Р. де Гусмана (около 1855 года). Прадо, Мадрид

Рагнахильда (Ранагильда; лат. Ragnachilda или Ranagilda; умерла около 485, Тулуза) — королева вестготов (до 488 года) по браку с Эйрихом из династии Балтов.

## Биография
Единственный античный автор, сообщавший о Рагнахильде — Сидоний Аполлинарий.
В своих письмах Сидоний Аполлинарий называл Рагнахильду дочерью, сестрой и невесткой королей. Однако о том, кто были её родители, этот автор не упоминал. По одному мнению, Рагнахильда могла быть свевкой, возможно, родственницей короля Ремисмунда. По другому мнению, она принадлежала к королевской семье бургундов и состояла в родстве с королями Гундиохом и Хильпериком I (возможно, была дочерью последнего). Также существует основанное на ономастических данных предположение, что Рагнахильда могла быть сестрой короля франков Рагнахара Камбрейского. О вероисповедании Рагнахильды сведений не сохранилось: вероятно, она была христианкой, возможно, арианкой. Предполагается, что она получила хорошее образование: во всяком случае, будучи варваркой, знала латынь. Сидоний Аполлинарий также упоминал о том, что Рагнахильда и её муж высоко ценили его как поэта.
Некоторые авторы XIX века считали Рагнахильду супругой короля вестготов Теодориха II. Однако теперь это предположение отвергнуто как ошибочное, и доказанным считается мнение о Рагнахильде как жене короля Эйриха. Брак Рагнахильды и Эйриха был династическим, призванным укрепить союзнические отношения между правителем Тулузского королевства и властителем одного из варварских королевств. О дате заключения брака между Эйрихом и Рагнахильдой в трудах Сидония Аполлинария не упоминается. Высказываются мнения, что свадьба могла состояться или ещё до убийства Теодориха II Эйрихом в 466 году, или сразу же после вступления нового монарха на престол. По мнению ряда историков, посвящённое Рагнахильде стихотворение Сидония Аполлинария датируется 466 или 467 годом, и к тому времени та уже некоторое время была супругой Эйриха. Однако по мнению другой части историков, бракосочетание Эйриха и Рагнахильды состоялось, скорее всего, уже в 470-х годах.
Сидоний Аполлинарий упомянул о Рагнахильде в связи с получением ею в дар большой серебряной чаши, на которой были выгравированы сочинённые им стихи, посвящённые вестготской королеве. Этот подарок Рагнахильде накануне своей поездки в Тулузу ко двору Эйриха преподнёс знатный галло-римлянин Эводий, надеявшийся таким образом заручиться протекцией королевы. Впоследствии подаренная Эводием чаша была помещена в королевскую сокровищницу в Тулузе. Эти сведения Сидония Аполлинария позволяют предполагать, что Рагнахильда имела значительное влияние на принятие решений королём Эйрихом, и, возможно, не только в делах управления дворцовым хозяйством, но и в делах управления государством.
В ещё одном письме Сидоний Аполлинарий упоминал, что по просьбе своего друга Лампридия он начал писать поэму в честь некоей Рагнахильды. Некоторые историки считают эту женщину одноимённой королевой вестготов, другие — только её тёзкой.
Среди прочего, в надписи Сидоний Аполлинарий выражал надежду, что родившийся к тому времени у Эйриха и Рагнахильды сын станет достойным преемником своего отца на королевском престоле. Вероятно, что этим ребёнком был Аларих II, после смерти отца 28 декабря 484 года в Арле унаследовавший власть над Вестготским королевством. Предполагается, что новый монарх при вступлении на престол был ещё очень молод. О том, пережила ли Рагнахильда своего мужа, сведений в исторических источниках не сохранилось. Предполагается, что она умерла вскоре после смерти Эйриха (возможно, уже в 485 году). Согласно впервые записанной в XVI веке легенде, местом захоронения Рагнахильды была базилика Нотр-Дам де ла Дорад в Тулузе.

## Комментарии
1. ↑  По разным данным, Аларих II мог родиться или около 461 года[32], или около 466/467 года[10][28], или около 475[33], или около 477 года[4].